# EUginius
EUginius ist eine Internet-basierte Datenbankanwendung (www.EUginius.eu) für gentechnisch veränderte Organismen (GVO). Der Name EUginius ist ein Akronym und steht für European GMO Initiative for a Unified Database System.

## Entwicklung und Inbetriebnahme
Die Datenbank EUginius entstand auf Initiative des deutschen Bundesamtes für Verbraucherschutz und Lebensmittelsicherheit (BVL) und des niederländischen Wageningen Food Safety Research (WFSR, früher RIKILT). Aufbauend auf parallelen Vorarbeiten beider Kooperationspartner wird EUginius seit 2010 gemeinsam entwickelt und unterhalten. Seit Oktober 2014 ist EUginius online. Die Informationen werden in englischer Sprache zur Verfügung gestellt.

## Ziel
EUginius hat das Ziel, zuständige Behörden und interessierte private Nutzer beim Auffinden exakter Informationen in Bezug auf das Vorhandensein, den Nachweis und die Identifizierung von GVO zu unterstützen. Bereitgestellt werden detaillierte Informationen zu den GVOs, Daten zu deren molekularer Charakterisierung und ihren Eigenschaften, zu Nachweisverfahren, zu Referenzmaterialien und zum Zulassungsstatus in der EU. EUginius ist steuerfinanziert und bietet deshalb seine Informationen zu den GVO frei zugänglich an. Informationen über erfolgte Freisetzungsversuche und deren geografische Verortung werden in EUginius nicht bereitgestellt.

## Arten der enthaltenen Organismen

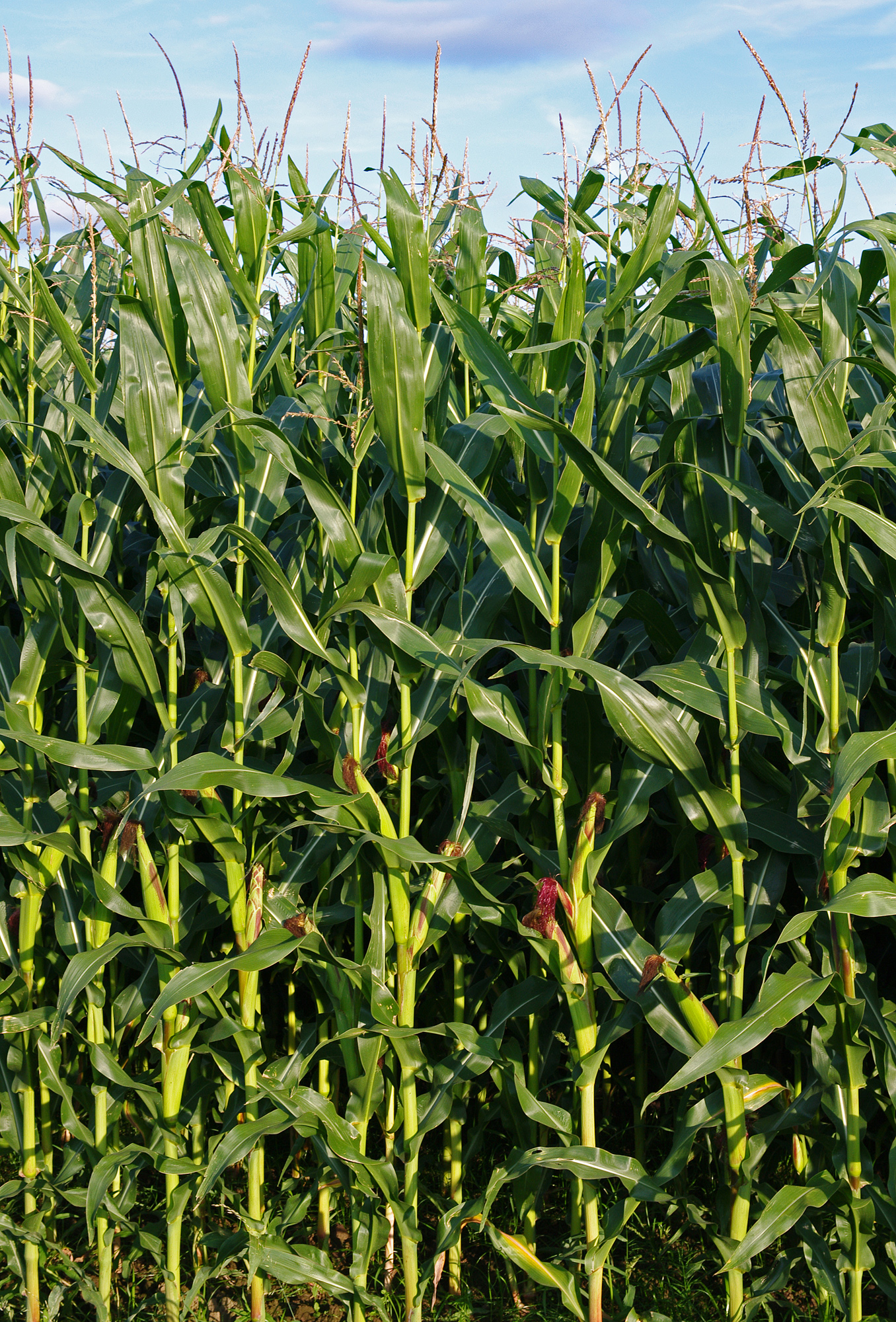
Maisfeld (Zea mays subsp. mays)

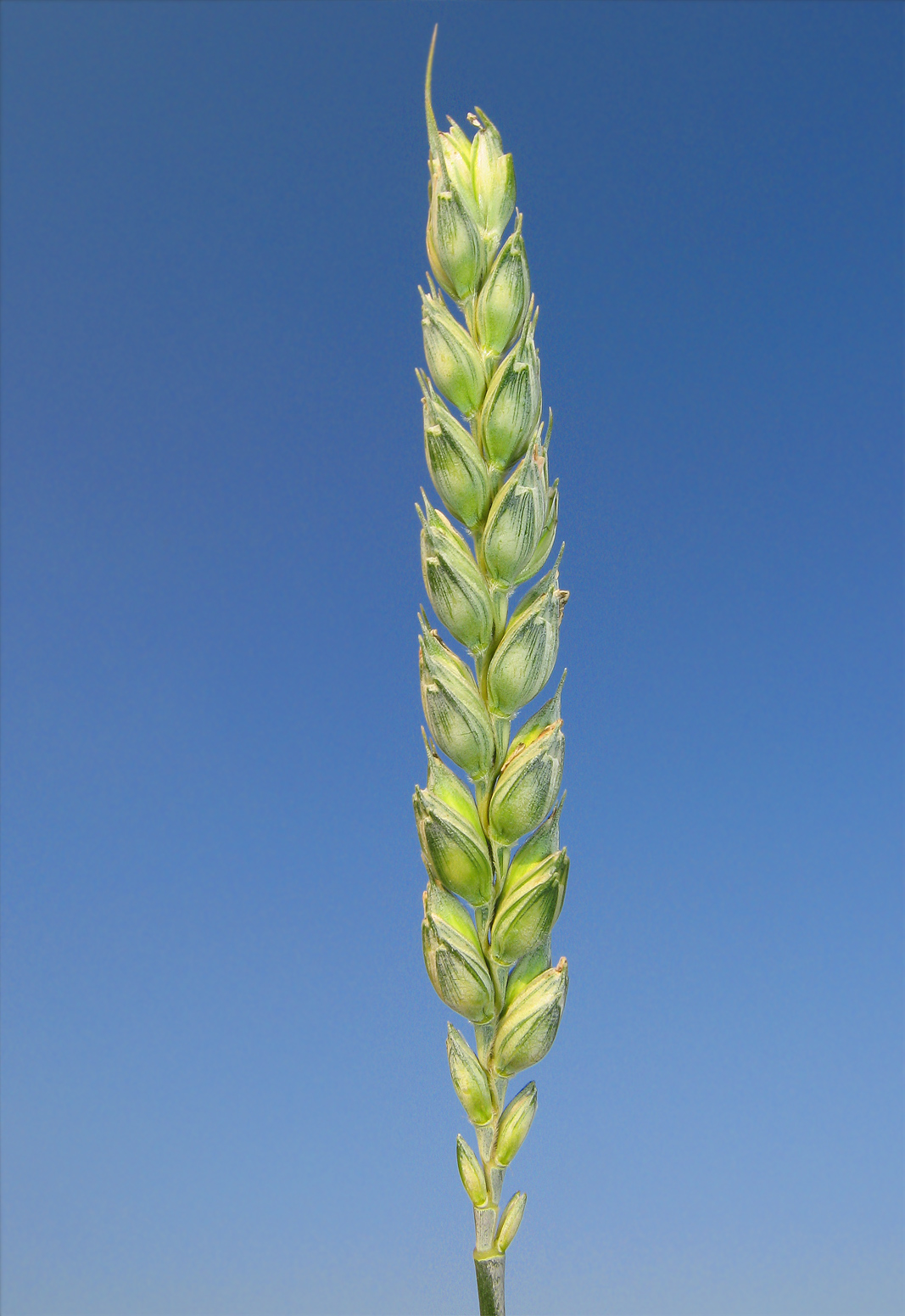
Weizenähre

Der überwiegende Teil der in EUginius enthaltenen GVO sind Pflanzen, welche für gentechnisch veränderte Lebensmittel und Futtermittel genutzt werden könnten und stammen damit aus dem Bereich der grünen Gentechnik. Dazu zählen beispielsweise der Insektenresistente Bt-Mais sowie der Goldene Reis mit gesteigerter β-Carotinsynthese. EUginius enthält zudem Informationen zu gentechnisch veränderten Tieren wie etwa dem schnellwachsenden Lachs (AquAdvantage). In EUginius findet man ebenfalls Informationen zu den gentechnisch veränderten Insekten Aedes aegypti OX5034, die zur Reduzierung der krankheitsübertragenden Gelbfiebermückenpopulation entwickelt wurden. Ergänzend werden in einigen Fällen Informationen zum Nachweis von gentechnisch veränderten mikrobiellen Produktionsstämmen von Lebensmittel- oder Futtermittelzusatzstoffen bereitgestellt (Weiße Gentechnik).
Da die Europäische Union Organismen, die mit „neuen genomischen Techniken“ (NGT) entwickelt wurden, als GVOs einstuft, liefert EUginius Informationen über kommerzialisierte NGT-Organismen, wie eine Sojabohne mit hohem Ölsäuregehalt, einem schnellwachsenden Kugelfisch oder hitzeresistentem Vieh. Des Weiteren enthält EUginius teilweise NGT-Organismen mit marktrelevanten Merkmalen.

## Daten in EUginius
EUginius umfasst mit Stand vom August 2023
- 901 gentechnisch veränderte Organismen (detaillierte Informationen zum GVO)
- 270 PCR-Nachweismethoden (Methoden zum Nachweis und zur Identifizierung von GVOs)
- 451 Referenzmaterialien (zertifizierte und nicht-zertifizierte Referenzmaterialien)

## Benutzerzugriffsebenen
- Öffentlich: Der Zugriff auf den öffentlichen Bereich der EUginius.eu-Datenbank erfordert keine Benutzeranmeldung.
- Autorisierte Benutzer: Für einen autorisierten Zugriff auf EUginius wird ein Benutzerkonto mit entsprechenden Berechtigungen benötigt, wodurch drei autorisierte Zugriffsebenen zur Verfügung stehen:
  - Nur lesend – mit Zugriff auf den öffentlichen Bereich und zusätzlichen auf vertrauliche Informationen sowie auf Module, die sich zurzeit im Aufbau befinden, namentlich das BLAST-Modul (Basic Local Alignment Search Tool) und das Sicherheitsliteratur-Modul.
  - Experte – Zugriff auf alle Ebenen, die von der Stufe ‘‘Nur Lesend‘‘ abgedeckt werden, sowie auf das Dateneingabemodul.
  - Administrator – Zugriff auf alle Module sowie Administrationsrechte.

## Aufnahme neuer GVO in die Datenbank
Mittels des Links „suggest new GMO“ auf der EUginius-Webseite können Vorschläge für neue Datenbankeinträge mitgeteilt werden. In einem strukturierten mehrstufigen Verfahren wird der Vorschlag auf Relevanz und Richtigkeit überprüft und schließlich durch die Kooperationspartner freigegeben.

## Serverstandorte und Service
Die Datenbank- und Webserver stehen in Deutschland und werden auf Servern in den Niederlanden gespiegelt. Weiterentwicklung und Fehlerbehebung werden von den Kooperationspartnern gemeinsam beschlossen.

## Partnerschaften
Seit dem Jahr 2018 bestehen auch Partnerschaften mit dem Institut für Pflanzenzüchtung und Akklimatisierung (Instytut Hodowli i Aklimatyzacji Roślin – IHAR, Sitz in Błonie, Polen), der Österreichischen Agentur für Gesundheit und Ernährungssicherheit (AGES, Sitz in Wien, Österreich) und dem Experimentellen Zooprophylaktischen Institut Latium und Toskana (Instituto Zooprofilattico Sperimentale – IZS, Sitz in Rom, Italien).
In EUginius wird der in Zusammenarbeit mit dem Biosafety Clearing-House (BCH, Sitz Montreal, Kanada) entwickelte Thesaurus der genetischen Elemente GMO-GET1 (GMO Genetic Element Thesaurus) genutzt.

## Ausblick
EUginius wird kontinuierlich gepflegt und weiterentwickelt. So soll die Arbeit der EUginius nutzenden amtlichen Kontrolllaboratorien zeitgemäß unterstützt werden. Die Anpassung der Inhalte und deren Bereitstellung (z. B. Information zu durch neue Züchtungstechniken entwickelten Organismen und zu Sequenzierungsinformationen) erfolgen laufend. Eine Erneuerung des Moduls zum Zugriff auf GVO-Zulassungsanträge befindet sich im Aufbau. Des Weiteren soll ein optimiertes Design die Benutzerfreundlichkeit verbessern und eine intuitivere Navigation ermöglichen (geplant für 2023 – 2024).